# پترسون جوزف
پترسون جوزف (به انگلیسی: Paterson Joseph) (زادهٔ ۲۲ ژوئن ۱۹۶۴) بازیگر انگلیسی است.
از فیلم‌های معروف او می‌توان به بازی در فیلم مرد دیگر، ویلیام و مِـری، انگشتان سبز و افسانه‌های واهی اشاره کرد.